# John George Kemeny
John George Kemeny (em húngaro:  Kemény János György; Budapeste, Hungria, 31 de maio de 1926 — Hanover, Nova Hampshire, 26 de dezembro de 1992) foi um cientista informático e educador estado-unidense de origem húngara.
Conhecido em especial pelo co-desenvolvimento, com Thomas Eugene Kurtz, da linguagem de programação BASIC em 1964. Também ocupou o cargo de 13º presidente do Dartmouth College entre 1970 e 1981, sendo pioneiro na utilização de computadores na educação superior. Presidiu a comissão que investigou o acidente de Three Mile Island em 1979.
Recebeu o Prêmio Pioneiro da Computação de 1985.

## Carreira
Kemeny foi nomeado para o Departamento de Matemática de Dartmouth como professor titular em 1953, aos 27 anos de idade. Dois anos depois, ele se tornou presidente do Departamento, e manteve este cargo até 1967. Ele se juntou a Gerald L. Thompson e J. Laurie Snell para escrever Introdução à Matemática Finita (1957) para estudantes de biologia e ciências sociais. Os professores do departamento de matemática de Dartmouth também escreveram Finite Mathematical Structures (1959) e Finite Mathematics with Business Applications (1962). Outras faculdades e universidades seguiram esse exemplo e vários outros livros de matemática finita foram compostos em outros lugares. O tópico das cadeias de Markov era particularmente popular, então Kemeny se juntou a J. Laurie Snell para publicar Finite Markov Chains (1960) para fornecer um livro introdutório para a faculdade. Considerando os avanços usando a teoria potencial obtida por GA Hunt, eles escreveram Denumerable Markov Chains em 1966. Este livro, adequado para seminários avançados, foi seguido por uma segunda edição em 1976, quando um capítulo adicional sobre campos aleatórios de David Griffeath foi incluído.
Kemeny e Kurtz foram os pioneiros no uso de computadores para pessoas comuns. Após os primeiros experimentos com ALGOL 30 e DOPE no LGP-30, eles inventaram a linguagem de programação BASIC em 1964, bem como um dos primeiros sistemas de compartilhamento de tempo do mundo, o Dartmouth Time-Sharing System (DTSS). Em 1974, a Federação Americana de Sociedades de Processamento de Informação concedeu um prêmio a Kemeny e Kurtz na National Computer Conference por seu trabalho em BASIC e time-sharing. BASIC foi a linguagem usada na maioria dos softwares escritos durante o surgimento do Apple II, do Commodore, do TRS-80 e dos PCs IBM ao longo dos anos 80.
Kemeny foi presidente de Dartmouth de 1970 a 1981 e continuou a lecionar em cursos de graduação, a fazer pesquisas e a publicar artigos durante seu período como presidente. Ele presidiu a coeducação de Dartmouth em 1972. Ele também instituiu o "Plano Dartmouth" de operações durante todo o ano, permitindo assim mais alunos sem mais edifícios. Durante sua administração, Dartmouth tornou-se mais proativo no recrutamento e retenção de alunos de minorias e reviveu seu compromisso fundador de fornecer educação aos índios americanos. Kemeny fez de Dartmouth um pioneiro no uso de computadores pelos alunos, equiparando a alfabetização em informática à alfabetização em leitura. Em 1982 ele voltou a lecionar em tempo integral.

Em 1983, Kemeny e Kurtz cofundaram uma empresa chamada True BASIC, Inc. para comercializar o True BASIC, uma versão atualizada da linguagem.